# Alfred Desenclos
Alfred Desenclos (7 de febrer del 1912 - 31 de març del 1971) fou un compositor francès. Fins als vint anys va haver de treballar com a dissenyador industrial per ajudar a mantenir la seva família. Tot i que havia hagut de renunciar a continuar els estudis, va entrar al conservatori de Roubaix el 1929 per a estudiar piano, instrument que fins llavors havia tocat només com a amateur. La seva música sacra pertany a la tradició iniciada per Saint-Saëns i continuada per Fauré. Va quanyar el Prix de Rome l'any 1942.

## Obres
- Simfonia
- Concert per a violí
- Incantation, Thrène et Danse, per a trompeta i orquestra[5]
- Ària i Rondó, per a contrabaix i piano[6]
- Preludi, Cadència i Final, per a saxòfon alt i piano
- Quartet de saxòfons
- Bucoliques, per a flauta i piano
- Missa de rèquiem, per a solistes vocals, coral mixta i orgue
- Nos autem, per a coral
- Plain chant & Allegreto, per a trombó i piano
- Salve Regina, per a coral
- Suite brève, per a tuba i piano[7][8]